# Maria Montserrat Butxaca i Fernandez
Maria Montserrat Butxaca i Fernandez   (Puig-reig, 1962) es una poetessa catalana. Ha obtingut nombrosos premis per la seva obra poètica com el Premi Caterina Albert i Paradís, el Premi Mn. Narcís Sagués, el Premi Francesc Català, el Premi Pare Colom, el Premi Ramon Comas i Maduell, el Premi Bernat Vidal i Tomàs, entre d'altres. És Vicepresidenta de l'Associació Literària Local, Pensaments i Paraules, entitat que a l'any 2017 va complir 37 anys d'existència. Alguns compositors, com ara Jordi Vilaprinyó, Teresa Borràs o Maria Rosa Ribas, han posat música a poemes seus.

## Obra

### Poesia
Llibres publicats
- 1999 - Els oracles del silenci - Barcelona - Ed: Institut Català de la Dona
- 2002 - Quan visquis als ulls de Penèlope - Vallgorguina - Ed: Associació Cultural Vallgorguina
- 2008 - Cartografia d'un naufragi - Perpinyà - Ed: Òmnium Cultural
- 2010 - Dunes de safrà - Palma - Ed: Lleonard Muntaner
- 2011 - Versos de sal - Valls - Ed: Cossetània
- 2013 - Angle de deriva - Palma - Ed: Moll
- 2015 - La casa de la vida - Lleida - Ed: Pagès
- 2018 - Jardins d'hivern - Calldetenes - Ed: Cal Siller
- 2020 - Amfíbia - Barcelona - Viena Edicions

## Premis literaris
- 1997 Premi Caterina Albert i Paradís per Els oracles del silenci
- 2002 Narcís Saguer de poesia de Vallgorguina per Quan visquis als ulls de Penèlope[4]
- 2007 Francesc Català de poesia de Perpinyà per Cartografia d'un naufragi[5]
- 2009 Jocs Florals de Torroja del Priorat per Els paradisos imperfectes[6]
- 2010 Premi de poesia Pare Colom, d'Inca per Dunes de safrà[7]
- 2010 Ciutat de Tarragona Ramon Comas i Maduell de poesia per  Versos de sal[8]
- 2011 Francesc Martí Queixalós
- 2012 Flor Natural als Jocs Florals de Calella[9]
- 2013 Viola als Jocs Florals de Calella[10]
- 2013 Bernat Vidal i Tomàs de Santanyí per  Angle de deriva[11]
- 2014 Jordi Pàmias per La casa de la vida[12]
- 2014 Englantina als Jocs Florals de Calella[13]
- 2017 Jacint Verdaguer de poesia per Jardins d'hivern[14]
- 2020 Premi Betúlia de Poesia - Memorial Carme Guasch[15]
- 2022 Premi Mallorca de Poesia pel recull Presagis.[3]

## Honors
Mestre en Gai Saber pels Jocs Florals de Calella, 2015